# Western Water Catchment
De Western Water Catchment (Chinees: 西部集水区, Maleis: Tadahan Air Bagian Barat, Tamil: மேற்கத்திய நீர் நீர்ப்பிடிப்பு) is een gebied van 69,46 km² in Singapore dat bestuurlijk een wijk of Planning Area vormt in de West Region van de stadstaat.
Het is een onbewoonde zone op het hoofdeiland van Singapore die samen met de Central Water Catchment cruciaal is voor de drinkwatervoorziening. Er zijn vier grote reservoirs, Tengeh Reservoir, Poyan Reservoir, Murai Reservoir en Sarimbun Reservoir. De toegang tot het gebied is verboden voor het publiek. De Singaporese Strijdkrachten hebben twee basissen op het gebied, Pasir Laba Camp in het zuiden en Sungei Gedong Camp in het noorden en gebruiken de zone voor schietoefeningen. Personeel van de basissen dat op de basissen woont vormen de enige bewoners van de Planning Area.